# خودروی برقی دوگانه

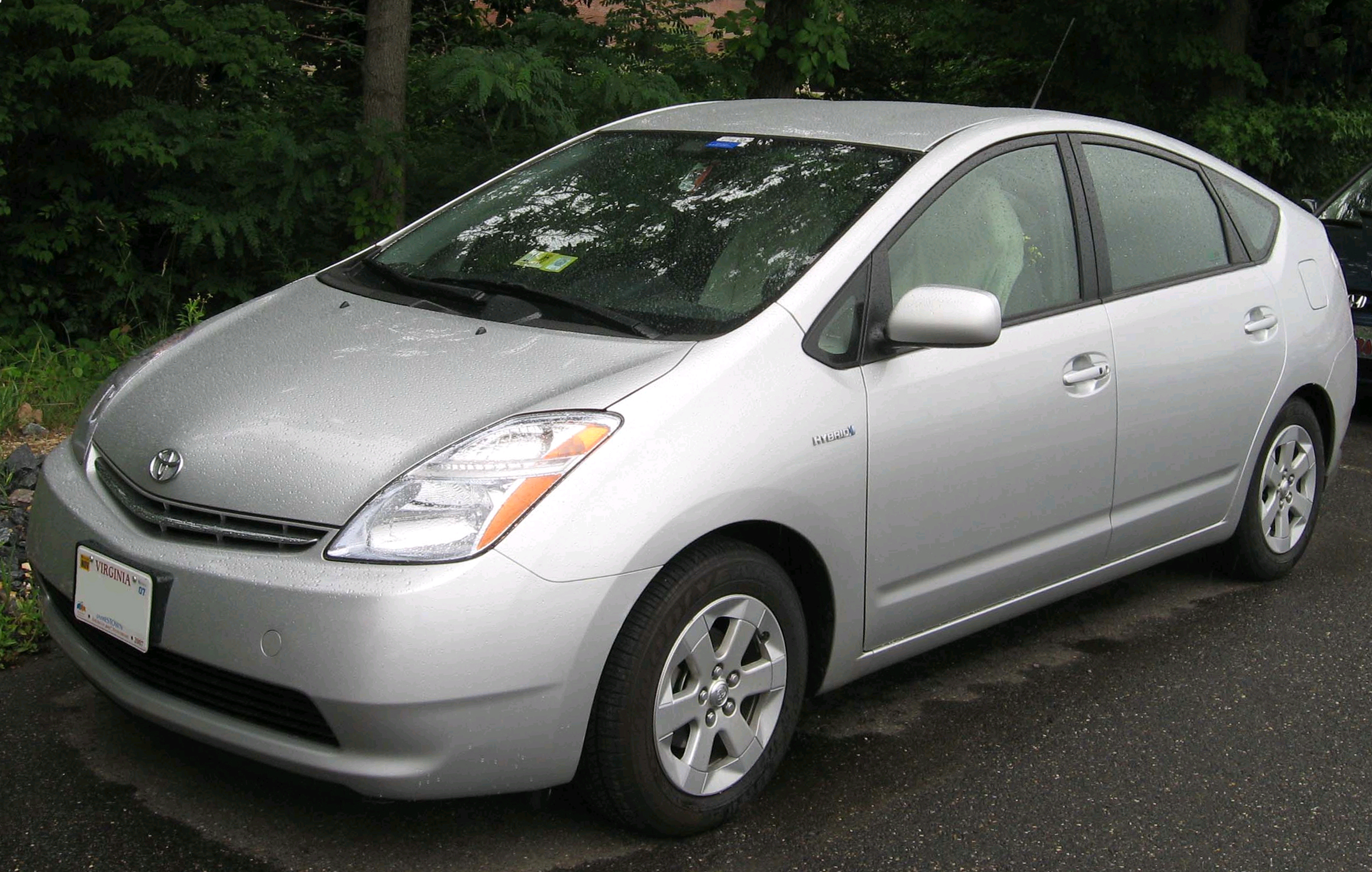
تویوتا پریوس پرفروش‌ترین خودرو دوگانه در جهان با فروش ۲.۵ میلیون دستگاه تا فوریه ۲۰۱۲

خودرو برقی دونیرو یا خودرو برقی دوگانه گونه‌ای خودرو دونیرو است که با ترکیب نیروی ناشی از موتور درون‌سوز با منبع ذخیره انرژی الکتریکی حرکت می‌کند. صرفه‌جویی در مصرف سوخت و کاهش انتشار گازهای گلخانه‌ای و آلاینده‌ها از امتیازات این گونه خودروها است.

## نیاز به خودرو برقی دوگانه
از تولید خودروهای دارای موتور درون‌سوز در حدود ۱۰۰ سال می‌گذرد. با افزایش جمعیت جهان، تقاضا برای خودروهای سواری در دهه گذشته افزایش یافته که موجب افزایش تقاضا برای سوخت‌های فسیلی شده‌است. با توجه به بحران‌های مختلف انرژی (همانند بحران ناشی از گران‌شدن قیمت نفت در دهه ۷۰ میلادی)، نگرانی‌ها  در این رابطه بیشتر شد.  مشکل دیگری که در ارتباط با این افزایش تقاضای خودرو مطرح است، آلودگی است. اثر گازهای گلخانه‌ای که موجب گرمایش زمین شده‌است، مسئله‌ای جدی برای دوران معاصر است. مراکز و نهادهای دولتی استانداردهای سخت‌تری را برای مصرف سوخت و آلودگی‌های ناشی از آن به تصویب رسانده‌اند. رسیدن به این استانداردها، با توجه به اینکه فناوری درون‌سوز پس از گذر ۱۰۰ سال به رشد کاملی رسیده‌است، از طریق فناوری‌های الکتریکی خودروها می‌توان مصرف سوخت را بهبود داد و از آلودگی‌های ناشی از خودرو کاست. خودروی الکتریکی چندگانه برای برطرف کردن اشکالات خودروهای درون‌سوز و خودروهای الکتریکی با نیروی محرکه باتری طراحی شده‌است.
در یک خودرو دونیرو، توان نیروی محرکه از دو یا چند گونه منبع توان و ذخیره‌کننده انرژی قابل دسترس است که دست‌کم یکی از این منابع انرژی از انرژی الکتریکی استفاده می‌کند. فناوری برقی دوگانه با توجه به ماهیت خود که قابلیت کاهش اندازه موتور درون‌سوز و کاهش بار گذرای آن و بازیابی انرژی در هنگام ترمز بازتولید  را دارد، می‌تواند مصرف سوخت و آلودگی را کاهش دهد. علاوه بر این، برقی‌های دوگانه می‌تواند با عملکرد در مدهای مختلف کاری پاسخگوی توان درخواستی باشد که این ویژگی علاوه بر کاهش آلودگی تولید شده بر مشکل محدوده حرکتی محدود خودرو الکتریکی نیز فائق می‌آید.

## تاریخچه
اختراع نخستین مدل وسیله نقلیه الکتریکی به افراد مختلف نسبت داده شده‌است. در سال ۱۸۲۸، آنیوس ژدیک(Ányos Jedlik) مجارستانی نخستین گونه موتور الکتریکی را اختراع کرد، و خودروی برقی کوچکی طراحی کرد که با موتوری که توسط خودش اختراع شده بود کار می‌کرد. در سال ۱۸۳۴، آهنگری به نام ورمونت توماس داونپورت(Vermont Thomas Davenport ) ابتکاری مشابه را روی مسیر کوتاه برقی پیاده کرد. در سال ۱۸۳۵ پروفسور Sibrandus Stratingh و دستیار ش Christopher Beckerیک ماشین برقی کوچک ابداع کردند که نیروی آن توسط سلول‌های غیر قابل شارژ اولیه تأمین می شد. 
نخستین ماشین برقی شناخته شده در سال ۱۸۳۷ توسط شیمی دانی به نام رابرت داویدسون(Robert Davidson) اهل آبردین ساخته شد. نیروی این ماشین توسط سلول‌های گالوانیکی(باتری) تأمین می شد. سپس دیویدسون لوکوموتیو بزرگی به نام گالوانی ساخت که در سال ۱۸۴۱ در نمایشگاه هنر رویال اسکاتلندی به نمایش گذاشته شد. این وسیله ی نقلیه ی هفت تُنی دو موتور مستقیم reluctance و قطبهای ثابتی بود که از طریق میله‌های آهنی که آن‌ها را به سیلندر چوبی بر روی هر محور متصل کرده بود، عمل می‌کردند.
این لوکوموتیوها قادر به حمل ۶ تن بار بودند. در سپتامبر سال بعد این لوکوموتیوها در راه آهن Edinburgh and Glasgow مورد آزمایش قرار گرفتند، اما قدرت محدود باتری مانع از ادامه ی استفاده ی عمومی آن شد. بین سال‌های ۱۸۳۲ و ۱۸۳۹، مخترع انگلیسی به نام رابرت اندرسون(Robrt Anderson) یک کالسکه ی برقی ساده اختراع کرد. ثبت اختراع برای استفاده از ریل به عنوان هادی جریان برق در سال ۱۸۴۰ در انگلستان به ثبت رسید و در سال ۱۸۴۷ به آمریکا صادر شد.
باتری‌های قابل شارژ که برای ذخیره‌سازی برق باتری به کار می روند از سال ۱۸۵۹ با اختراع باتری‌های اسید سرب وارد بازار شدند. این باتری‌ها توسط فیزیکدان فرانسوی به نام گستون پلانته(Gaston Plante) اختراع شدند. در سال ۱۸۸۱ دانشمند فرانسوی دیگری به نام آلفونس فُر (Alphonse Faure) سبب پیشرفت قابل توجهی در این باتری شد و پیشرفت‌های او تا حد زیادی باعث افزایش ظرفیت این باتری‌ها شده و در مقیاس استاندارد صنعتی تولید شد.
چرخه‌های دو چرخی برقی اولیه در سال ۱۸۶۷ در نمایشگاه جهانی پاریس توسط مخترعی به نام فرانتس Kravgol اتریشی به نمایش گذاشته شد. اما این اثر تنها یک کنجکاوی به‌شمار آورده شد و برای راندن در خیابان‌ها قابل اعتماد نبود. چرخه ی دیگری، این بار از گونه سه چرخ، در نوامبر ۱۸۸۱ توسط مخترع فرانسوی به نام گوستاو تُخووه(Gustave Trouve) در نمایشگاه بین‌المللی برق در پاریس به نمایش گذاشته شد.                                                                                       
توماس پارکر(Thomas Parker) انگلیسی مخترع نخستین خودروی برقی در سال ۱۸۸۴ در لندن بود؛ وی از باتری‌های با ظرفیت بالا و قابل شارژی که خود طراحی کرده بود در این خودرو استفاده کرد. وی همچنین در نوآوری‌هایی ازقبیل برقی کردن وسیله ی زیرزمینی لندن، تراموای لیورپول و بیرمنگام و سوخت بدون دود Coalite دستی داشته‌است. علاقه ی شدید پارکر به ساخت خودروهای کم مصرف او را به تولید وسایل نقلیه الکتریکی کشاند. او هم چنین ممکن است نگران عوارض بد دود و آلودگی موجود در لندن در آن دوران بوده‌است.                                                         

## نحوه فعالیت
. HEV از ICE برای تبدیل انرژی بنزین یا گازوئیل به انرژی مکانیکی استفاده می‌کند که از آن برای به حرکت درآوردن موتور الکتریکی در حالت برقی دوگانه سری یا برای به حرکت در آوردن چرخ‌ها همراه با یک موتور الکتریکی در حالت برقی دوگانه موازی استفاده می‌شود.
موتورهای الکتریکی به عنوان وسیله‌ای برای بهینه کردن بازده درون‌سوزی و بازیابی انرژی جنبشی حاصل از ترمز و حرکت سرازیری خودرو عمل می‌کنند. موتور درون‌سوز می‌تواند هنگامی‌که خودرو حرکت نمی‌کند یا سرعت آن پایین‌تر از آستانه از پیش تنظیم شده‌است، متوقف شود و به جای آن از موتور الکتریکی استفاده شود. عملیات درون‌سوزی با تنظیم کردن سرعت و گشتاور موتور محرکه بهینه می‌شود. موتور الکتریکی، در صورتی که موتور محرکه توانی بیش از توان درخواستی راننده تولید کند، از آن توان برای شارژ باتری استفاده می‌کند که از این انرژی ذخیره شده برای تولید توان اضافی هنگامی‌که موتور محرکه توانایی تولید توان درخواستی را ندارد، استفاده می‌شود.
دونیرواسیون الکتریکی خودرو به روش‌های زیر می‌تواند باعث بهبود مصرف سوخت می‌شود:
- موتور درون‌سوز به گونه‌ای فعالیت می‌کند (از طریق کوچک شدن یا فنون کنترلی) که در یا نزدیک به نقطه‌ای که بیشترین بازده را در زمان دارد، فعالیت کند.
- مقداری از انرژی که به صورت طبیعی در هنگام ترمز کردن هدر می‌رود، بازیابی می‌شود و در باتری ذخیره می‌شود.
- موتور هنگامیکه نیازی به آن نیست، مثلاً هنگامی‌که خودرو در یک مسیر سراشیبی است یا متوقف است، خاموش می‌شود.

## انواع ساختار در خودرو دوگانه
خودروهای دوگانه را می‌توان به چهار زیرگروه سری، موازی، سری-موازی و پیچیده یا کمپلکس تقسیم کردکه این نام‌گذاری‌ها به حالتی‌که موتور درون‌سوز و موتور الکتریکی توان را به چرخ‌ها وارد می‌کند، باز می‌گردد.

### خودرو دوگانه سری
در دونیرو سری، موتور درون‌سوز به یک ژنراتور توان وارد می‌کند. الکتریسیته تولید شده یا باتری را شارژ می‌کند یا توان را به صورت مستقیم وارد موتور الکتریکی می‌کند. بیشترین مزیت ترکیب دوگانه سری این است که توان خروجی موتور درون‌سوز به باتری وارد می‌شود که این گونه موتور می‌تواند اغلب به صورت ماندگار در حالتی که بیشترین بازدهی را دارد فعالیت کند که این گونه مصرف سوخت آن بهینه می‌شود. بدین خاطر که ICE می‌تواند در حالت بیشترین بازدهی فعالیت کند، آلودگی به صورت چشمگیری کاهش می‌یابد.

### خودرو دونیرو موازی
ساختار دونیرو موازی اساساً از یک چرخه تولید همراه با منبع انرژی در موازات آن تشکیل شده‌است. در این ساختار موتور درون‌سوز همچنان به وسیله جعبه دنده به چرخ‌ها متصل است و با چرخش دنده‌ها محدود می‌شود. در نتیجه بار ICE همچنان به‌طور مستقیم با توان درخواستی متغیر خودرو پیوند دارد، همچنین از سیستم الکتریکی نیز  برای به حرکت درآوردن خودرو استفاده می‌شود و هنگامی‌که به حداکثر نیرو نیاز است هر دو با همدیگر آغاز به انتقال نیرو به چرخ می‌کنند. در خودرو دونیرو موازی به دو محرک نیرو احتیاج است؛ موتور درون‌سوز و موتور الکتریکی. مزیت این ساختار بر ساختار دونیرو سری این است که از موتور درون‌سوز و همچنین از موتور الکتریکی کوچکتری برای ایجاد حداکثر عملکرد بهینه، تا زمانی که باتری تمام نشده‌است، می‌توان استفاده کرد.

### خودروی دوگانه سری-موازی
در ساختار دوگانه سری موازی، برای استفاده از مزایای هر کدام و رفع معایب آنها، ساختارهای دونیرو سری و دونیرو موازی ترکیب می‌شود، در این ترکیب یک المان مکانیکی اضافی در مقایسه با دونیرو سری و یک ژنراتور اضافی در مقایسه با دونیرو موازی اضافه می‌شود. در این خودرو توان ایجاد شده در موتور درون‌سوز به دو بخش مکانیکی و الکتریکی تقسیم شده و بخش الکتریکی به گونه‌ای کنترل می‌شود که این موتور در نقطه بهینه خود کار کند. این کار توسط بخش جداکننده توان صورت می‌پذیرد و بخش ذخیره انرژی (باتری)، انرژی الکتریکی حاصل از این کار را علاوه بر انتقال به موتور الکتریکی، ذخیره می‌کند.

### خودروی دوگانه کمپلکس
این ساختار نیز شبیه به ساختار پیشین است و تنها چیدمان قطعات آن متفاوت است.